# Estado de Ecuatoria Central
Ecuatoria Central (en inglés: Central Equatoria, en árabe: الاستوائية الوسطى‎, al-Istiwāʾiyya al-Wusṭā), antiguamente llamado Bahr al Jabal (en árabe: بحر الجبل‎, Río de las Montañas) por el afluente del Nilo Blanco que atraviesa el estado, es uno de los 10 estados de Sudán del Sur. Localizado en la región de Ecuatoria, ocupa un área de 22.956 km² y tiene una población estimada de 560.000 habitantes (2007). Yuba es la capital del estado y de Sudán del Sur. Limita con los estados de Lagos y Junqali al norte, la República Democrática del Congo y Uganda al sur, Ecuatoria Oriental al este y Ecuatoria Occidental al oeste.

## Geografía

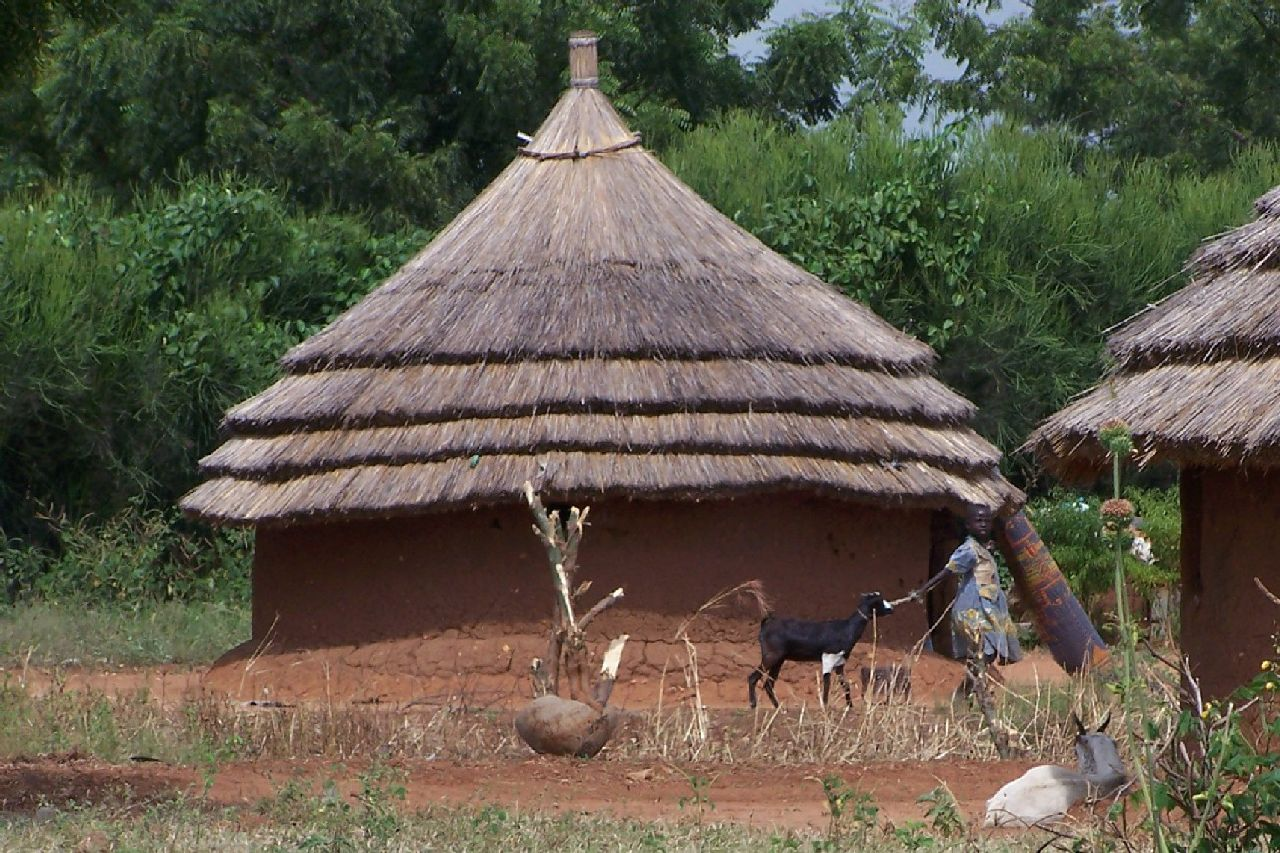
Típica vivienda en Ecuatoria Central.

Ecuatoria Central se encuentra en la zona pantanosa de Sudd, una planicie inundable que no rebasa los 700 metros de altitud, sólo la zona sur del estado es montañosa alcanzando los 1200 m s. n. m. en los límites con Uganda y la República Democrática del Congo. El principal río es el Nilo Blanco y la única área protegida es el parque nacional Bandingilo.
Las ciudades más importantes son Yuba, Kajo Keji, Liria, Mangalia, Rokon, Tali, Terekeka y Yei.
Los principales grupos étnicos son los Bari, Pojulu, Kakwa, Kaliko, Kuku, Lugbara, Nyangbara, Makaraka y Lulubo. Entre otros grupos tribales destacan los Nyepo en Kajo Keji del Norte y los Lokoya en Nimule.
La red vial al igual que en el resto de Sudán del Sur, está en malas condiciones, con caminos de tierra, aunque algunas calles de Yuba si están asfaltadas. La principal carretera del país es la A43 y además existen otras importantes como la que conduce Yuba-Yei que conduce a la República Democrática del Congo, la carretera entre Maridi-Yei que se extiende hasta Uganda y otras dos que conectan con Junqali y Ecuatoria Oriental. El único aeropuerto con pista asfaltada del país se encuentra en Yuba.

### Condados
- Yuba
- Kajo Keji
- Lainya
- Morobo
- Terekeka
- Yei

- Datos: Q487709
- Multimedia: Central Equatoria state / Q487709